# Quentin Letts
Pour les articles homonymes, voir Letts.
Quentin Richard Stephen Letts (né le 6 février 1963) est un journaliste et critique de théâtre anglais. Il a écrit pour The Daily Telegraph, le Daily Mail, Mail on Sunday et The Oldie. Le 26 février 2019, il a été annoncé que Letts reviendrait au Times.

## Jeunesse
Fils de Richard Francis Bonner Letts et Jocelyn Elizabeth (née Adami), il est né et a grandi à Cirencester. Pendant un certain temps, il a étudié à l'école préparatoire d'Oakley Hall, qui était dirigée par son père,. Il est interne à l'école Elms de Colwall, du côté de l'Herefordshire des collines de Malvern. Ses études se sont poursuivies à Haileybury et à l'Imperial Service College, puis au Bellarmine College, Kentucky (aujourd'hui Université Bellarmine), avant qu'il aille au Trinity College de Dublin, où il a été rédacteur en chef d'un certain nombre de publications dont The Piranha, le journal satirique de Trinity. Il est diplômé d'une maîtrise en littérature médiévale et de la Renaissance. Au Jesus College de Cambridge, il a obtenu un diplôme en archéologie classique.

## Carrière
Depuis 1987, Letts a écrit pour plusieurs journaux britanniques. Pour son premier poste, il tenait la section de Peterborough pour le Daily Telegraph. Pendant deux ans, de 1995 à 1997, il a été correspondant à New York du Times. Il a également rédigé une rubrique parlementaire pour le Daily Telegraph pendant quatre ans jusqu'en 2001.
Letts a ensuite rejoint le Daily Mail, appelé par le rédacteur en chef du journal, Paul Dacre, pour reprendre les comptes rendus parlementaires du journal, une section qui, selon Letts, était resté en sommeil dans le journal depuis 1990. Il a été le premier à écrire la chronique sous pseudonyme du Mail Clement Crabbe, lancée en 2006, et a également été le critique de théâtre de la publication à partir de 2004, toujours à la demande de Dacre. Indépendant à partir de 1997, à la mi-2006, il contribuait également régulièrement à The News of the World et au magazine Horse & Hound. Selon Stephen Glover, il a fourni des potins à de nombreuses colonnes de journaux. « Écoutez, les journaux font vraiment partie de ma production en tant que journaliste », a-t-il déclaré à James Silver en écrivant pour The Guardian en 2006. « Pour moi, c'est comme un plombier réparant des robinets. C'est ce que je fais. J'envoie deux ou trois histoires par jour. Elles ne sont pas toutes publiées, bien sûr. C'est comme envoyer des pigeons voyageurs, certains ne reviennent pas ».
Dans les versions imprimée et en ligne du Daily Mail en 2016, Letts a décrit le journaliste de la BBC Andrew Marr comme « Captain-Hop-Along, grognant sur BBC One, jetant son bras comme un conducteur éméché ». Marr se remettait d'un accident vasculaire cérébral qu'il a subi en 2013 ; Letts lui a plus tard présenté des excuses pour ces remarques.
Letts a été invité à présenter une édition de l'émission d'actualité de la BBC, Panorama, diffusée le 20 avril 2009, qui traitait de la critique croissante de l'influence de la santé et de la sécurité sur divers aspects de la vie britannique. Il a également été régulièrement invité dans des émissions de la BBC, telles que Have I Got News For You et This Week (avec Andrew Neil). Il présente une émission sur BBC Radio Four intitulée What's the Point Of…?, dans lequel il remet en question le but de diverses institutions britanniques. Un programme de 2015 de la série, qui se moquait de la science derrière le changement climatique, n'a jamais été rediffusée et a été retiré du service BBC iPlayer après que le BBC Trust l'ait jugé en « violation grave » des règles de la BBC en matière d'impartialité et d'exactitude. Letts a déclaré au Times à ce sujet : « C'est un peu orwellien. Il y a un dilettantisme à leurs sinistres tentatives de la pensée de contrôle ».
Letts a publié plusieurs livres, dont 50 People Who Buggered Up Britain et Bog-Standard Britain, tous avec son éditeur britannique Constable & Robinson. Brandon Robshaw dans The Independent a décrit ce dernier ouvrage comme étant « une diatribe standard sur exactement ces sujets sur lesquels on s'attendrait à ce qu'un chroniqueur du Daily Mail se déchaîne » et « une perte de temps pour tout le monde ». 50 People Who Buggered Up Britain s'est vendu à environ 45 000 exemplaires et a été jugé dans The Spectator (une publication pour laquelle Letts écrit) comme « un livre en colère, magnifiquement écrit ». Son roman de 2015, The Speaker's Wife, sur le Parlement et l'Église d'Angleterre, a été décrit comme « débordant » par le politicien travailliste Chris Bryant dans The Guardian. Kate Saunders dans The Times a commenté : « Franchement, j'ai adoré lire ceci, mais pour toutes les mauvaises raisons. C'est absolument horrible du début à la fin. Et il n'y a rien de plus drôle qu'un mauvais roman d'un bon écrivain ».
Son essai, Patronising Bastards: How The Elites Betrayed Britain, a été publié en octobre 2017 et constitue une attaque contre l'élite dirigeante britannique. Interrogé sur l'émission Today sur BBC Radio 4, on lui a demandé pourquoi Paul Dacre, le rédacteur de longue date de l'un des journaux les plus vendus en Grande-Bretagne (et l'un des employeurs de Letts), était absent du livre. Letts a répondu : « Il s'est échappé d'une manière ou d'une autre, je ne sais pas comment... », ajoutant : « Je ne suis pas un kamikaze, pour l'amour de Dieu ». « Les reproches de Lett », écrit Roger Lewis dans The Times « sont hystériques et portent les lois sur la diffamation au bord du gouffre ».

### Allégations de racisme et de discrimination
En avril 2018, dans le cadre d'une critique de la pièce Les folies fantastiques de Mme Rich, Letts a suggéré que Leo Wringer avait peut-être été choisi « parce qu'il était noir » et a critiqué « l'approche clinquante de la Royal Shakespeare Company pour un casting politiquement correct ». En réponse, dans une déclaration commune, le directeur artistique de la RSC, Gregory Doran, et sa directrice générale, Catherine Mallyon, ont accusé Letts d'avoir une « attitude manifestement raciste » et critiqué son « commentaire laid et empli de préjugés ».
En juillet 2019, dans une revue de la production de David Hare de Peer Gynt au National Theatre de Londres, Letts a fait une comparaison défavorable entre le « ronronnement fruité » de l'acteur anglais Oliver Ford Davies et « les accents écossais pleurnichards ». L'acteur écossais James McArdle, qui a joué dans le rôle principal de la pièce, a commenté que « s'attaquer nos accents comme ça est autre chose ». Le camarade écossais James McAvoy, bien que non impliqué dans la production de Peer Gynt, s'est joint à la critique des remarques de Letts, qu'il a qualifiées de désobligeantes. McAvoy a ajouté que « la personne avec un accent anglais est désignée par son nom comme une personne avec des superlatifs fruités, alors que les gens qui pleurnichent sont simplement appelés écossais. Pas en tant qu'individus, pas en tant qu'acteurs, juste une nation entière ».

### Allégations de misogynie
Peter Wilby, écrivant pour The Guardian, était d'avis qu'un article de Letts sur Harriet Harman était misogyne. La critique de théâtre du même journal, Lyn Gardner, a observé une critique de 2007 par Letts d'une adaptation théâtrale pour enfants de Looking for JJ: «Je pense que c'est la première fois que j'entends un critique de théâtre plaider pour la censure et exiger qu'une pièce doit être retirée de la scène»; le Daily Mail avait été invoqué «négativement» dans la production.
Quentin Letts a été accusé de davantage de misogynie dans un débat sur Radio 4 Today avec Polly Toynbee, dans lequel il a déclaré à propos de cette dernière : « J'aimerais pouvoir l'épingler au sol et la chatouiller sous les aisselles pour vous faire sourire, ma chère. ». Letts a ensuite été interrogé sur ces commentaires par l'humoriste Jo Brand, qui animait un panel entièrement masculin sur Have I Got News for You qui a été diffusé en 2017 à la suite d'un scandale de harcèlement sexuel à la Chambre des communes. La critique de Brand concernant la supposée banalisation du sujet par les panélistes a reçu un large soutien sur les médias sociaux et a reçu le plus de plaintes de l'Office of Communications pendant les deux semaines où elle a été diffusée,,.

## Vie privée
Letts a épousé Lois Henrietta Rathbone en 1996. Le couple a un fils et deux filles et vit à How Caple, Herefordshire. Son oncle John Letts était l'éditeur et le premier président de National Heritage. Le 1er mars 2019, le site Web de la Companies House a publié les parts détenues par Letts, son épouse Lois, et sa mère Jocelyn en tant qu'actionnaires (et donc créanciers en suspens) de Ffrees Family Finance Ltd, anciennement une subdivision de NatWest, pour laquelle un administrateur a été nommé le jour même. La société a été miseen liquidation le 29 mars 2019.